# Jan Yunis

Jan Yunis y su situación en la Franja de Gaza.

Jan Yunis (en árabe: خان يونس; AFI: /xaːn jwns/) es una ciudad situada en la parte suroccidental de la Franja de Gaza. Está a 25 kilómetros al sur de Gaza y 20 kilómetros al norte de la frontera egipcia. Su nombre se remonta a su constructor Yunis ibn Abdallah an-Nauruzi ad-Dawadar, quien fue el secretario principal y uno de los más altos funcionarios de Barqūq, el primer sultán mameluco de Egipto. 
Tiene varios campamentos de refugiados palestinos, el más importante es el de Al Amal, que alberga miles de refugiados palestinos de la guerra árabe-israelí de 1948. Según la Oficina Central Palestina de Estadísticas, Jan Yunis tenía una población de 205.125 habitantes en 2017.
A pesar de que Jan Yunis se encuentra a solo 4 kilómetros del mar Mediterráneo, tiene un clima semiárido, con una precipitación anual de aproximadamente 260 mm.

## Historia
Heródoto describe una ciudad llamada Ienysos (en griego antiguo: Ιηνυσος) ubicado entre el lago Serbonis y Kadytis (la moderna ciudad de Gaza). Habla de cómo el ejército persa atravesó el lugar en su camino a Egipto. También describe cómo la zona costera entre Kadytis e Ienysos estaba habitada por tribus árabes locales. Algunas fuentes, debido a la semejanza fonológica de los nombres y a la coincidencia general de las ubicaciones geográficas, asocian este sitio con la moderna Jan Yunis.
Otras fuentes han sugerido una ubicación más hacia el interior de "Khirbet Ma'in Abu Sitta" (aldea palestina despoblada en 1949, cerca del moderno kibutz de Nir Oz) o la ciudad egipcia de Arish como posibles ubicaciones de Ienysos, pero no hay ninguna evidencia clara que apoye esta identificación.
Antes del siglo XIV, Jan Yunis era un pueblo conocido como "Salqah".
Jan Yunis se estableció durante el siglo XIV; la inscripción situada en la entrada principal de la ciudad muestra la fecha de 1387. Para proteger a las caravanas, los peregrinos y los viajeros, el emir Yunus al-Nuruzi construyó allí un caravasar en 1387-1388. Más tarde se convirtió en un importante centro de comercio: el mercado semanal en la ciudad se estableció el jueves, y atraía a los comerciantes de regiones vecinas.El lugar sirvió de parada de descanso para los correos del barid, la red postal mameluca en Palestina y Siria.

### Período otomano
A finales de 1516, Jan Yunis fue el lugar de una batalla menor en la que los mamelucos radicados en Egipto fueron derrotados por las fuerzas otomanas a las órdenes de Sinan Pasha. Luego, el sultán otomano Selim I llegó a la zona donde dirigió al ejército otomano a través de la península del Sinaí para conquistar Egipto. Durante los siglos XVII y XVIII, los otomanos asignaron una guarnición de Asabes asociada con la Ciudadela de El Cairo para proteger la fortaleza de Jan Yunis.
Pierre Jacotin nombró a la aldea Kan Jounes en su mapa de 1799, mientras que en 1838, Robinson señaló a Khan Yunas como una aldea musulmana ubicada en el distrito de Gaza. En 1863, el explorador francés Victor Guérin visitó Jan Yunis. Descubrió que tenía alrededor de mil habitantes y que en los alrededores se plantaban muchos árboles frutales, especialmente albaricoques.
A finales del siglo XIX, los otomanos establecieron un consejo municipal para administrar los asuntos de Jan Yunis, que se había convertido en la segunda ciudad más grande del distrito de Gaza después de la propia Gaza.

### Mandato británico

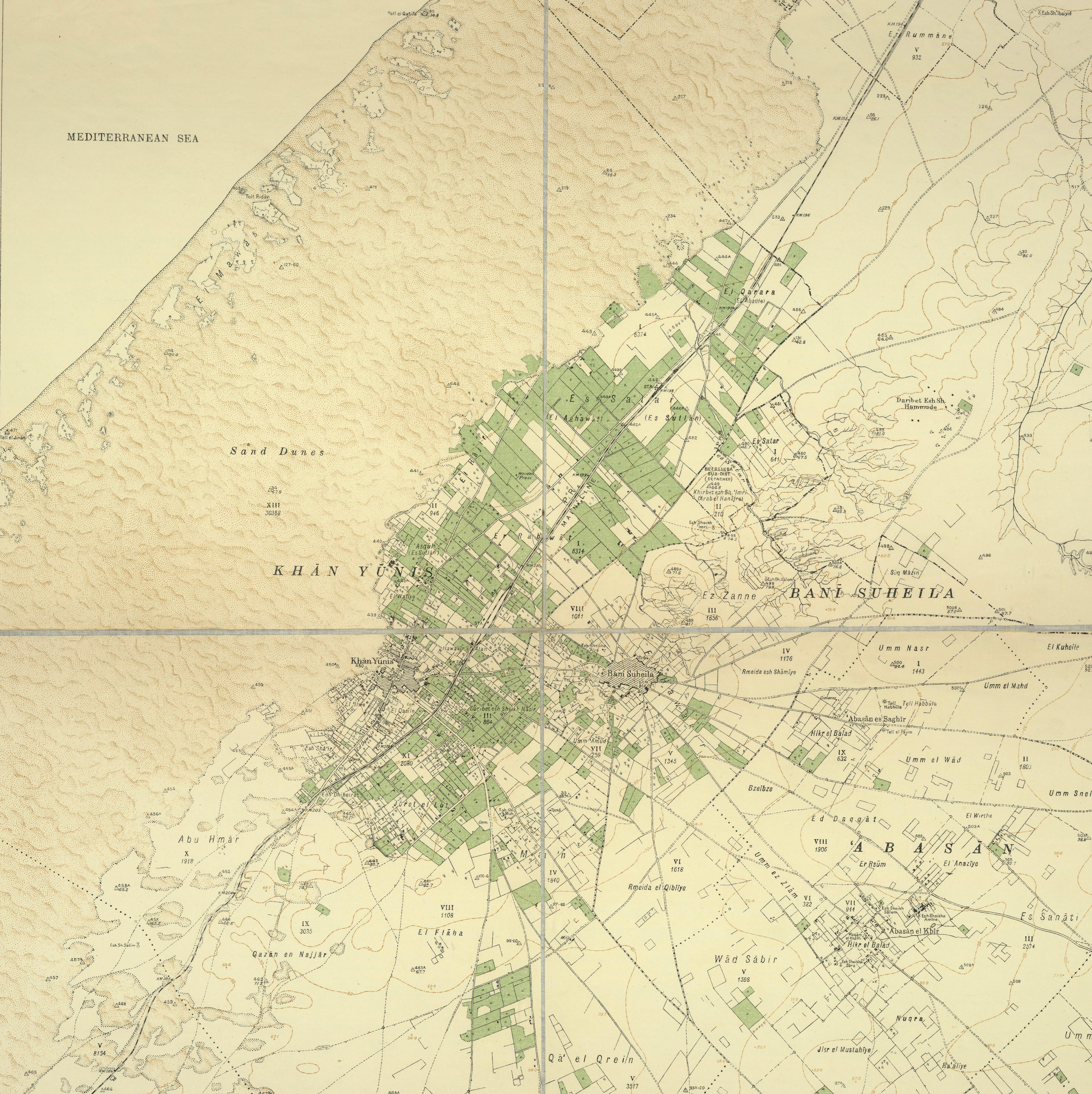
Jan Yunis 1931 1:20.000

En el censo de Palestina de 1922 realizado por las autoridades del Mandato Británico, Jan Yunis tenía una población de 3890 habitantes (3866 musulmanes, 23 cristianos y un judío), disminuyendo en el censo de 1931 a 3811 (3767 musulmanes, 41 cristianos, y tres judíos), en 717 casas del área urbana y 3440 (3434 musulmanes y 6 cristianos) en 566 casas del extrarradio.
En las estadísticas de la aldea de 1938, la población figura en 4.379 (incluidos tres judíos) con 3.953 en los suburbios cercanos.  En las estadísticas de 1945, Jan Yunis tenía una población de 11.220 (11.180 musulmanes y 40 cristianos), con 2.302 (urbanos) y 53.820 (rurales) dunams de tierra, según un estudio oficial de tierras y población.  De estos, 4.172 dunams eran plantaciones y tierras de regadío, 23.656 se utilizaban para cereales, mientras que 1.847 dunams eran tierras urbanizadas.

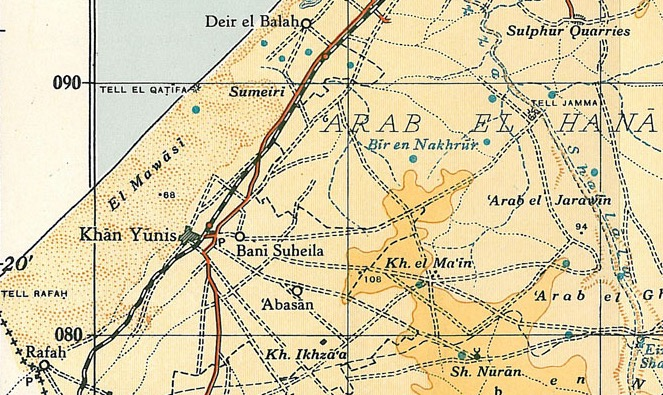
Jan Yunis 1945 1:250.000

Durante la Segunda Guerra Mundial, muchos griegos del Dodecaneso, como por ejemplo de Kastelorizo, buscaron refugio en la región de Nuseirat, cuya denominación proviene de la tribu local homónima, parte de la confederación más grande Hanajira,que históricamente dominó el área entre Deir al-Balah y Gaza.

### 1948-1967
Durante la guerra árabe-israelí de 1948, Jan Yunis fue ocupada por tropas egipcias.
Durante la noche del 31 de agosto de 1955, tres compañías de paracaidistas israelíes atacaron el fuerte Tegart, construido por los británicos, en Jan Yunis, desde donde se habían llevado a cabo ataques contra los israelíes. La comisaría de policía, una gasolinera y varios edificios del pueblo de Abasan fueron destruidos, así como vías de ferrocarril y postes de telégrafo. En los intensos combates murieron 72 soldados egipcios; también murió un soldado israelí y otros 17 resultaron heridos. La operación condujo a un alto el fuego el 4 de septiembre, lo que obligó al presidente Gamal Abdel Nasser y al gobierno egipcio a detener las operaciones de los fedayines palestinos contra Israel. Una de las compañías mecanizadas estaba al mando de Rafael Eitan.
Antes de la Guerra de Suez, Jan Yunis estaba oficialmente administrada por el Gobierno del Protectorado de Toda Palestina, con sede en Gaza y más tarde en El Cairo. Durante la guerra del Sinaí y después de un feroz tiroteo, los tanques Sherman de la 37.ª Brigada Blindada de las FDI rompieron las líneas fuertemente fortificadas en las afueras de Jan Yunis en poder de la 86.ª Brigada Palestina. Fue el único lugar en la franja de Gaza donde el ejército egipcio opuso resistencia a la invasión israelí de Gaza, pero se rindió el 3 de noviembre de 1956.
Hay informes contradictorios sobre lo sucedido. Israel dijo que los palestinos fueron asesinados cuando las fuerzas israelíes todavía enfrentaban resistencia armada, mientras que los palestinos dijeron que para entonces toda la resistencia había cesado, y que muchos civiles desarmados murieron cuando las tropas israelíes atravesaban la ciudad y el campamento, buscando hombres en posesión de armas.
Las muertes, denominadas masacre de Jan Yunis, fueron informadas a la Asamblea General de la ONU el 15 de diciembre de 1956 por el director de la Agencia de Obras Públicas y Socorro de las Naciones Unidas, Henry Labouisse. Según el informe, se desconoce el número exacto de muertos y heridos, pero el director recibió listas de nombres de personas presuntamente asesinadas de una fuente confiable, entre ellas 275 personas, de las cuales 140 eran refugiados y 135 residentes locales.
Después de 1959, el Gobierno Palestino de la Franja de Gaza fue abolido. La ciudad fue incluida en la República Árabe Unida, que pronto fue disuelta, quedando la Franja de Gaza bajo el gobierno de ocupación militar directa de Egipto .
En 1967, durante la guerra de los Seis Días, Israel ocupó de nuevo la localidad de Jan Yunis, hasta la retirada unilateral israelí en 2005.

### Jan Yunis, en la Intifada de Al-Aqsa
Jan Yunis fue el sitio de los ataques de helicópteros israelíes en agosto de 2001 y octubre de 2002. El resultado de muchos de los ataques de helicópteros han dejado varios civiles muertos, cientos de heridos y edificios civiles en los alrededores destruidos. Es conocido como un bastión de Hamás.
Un túnel excavado de la ciudad fue usado para volar un puesto de control israelí el 27 de junio de 2004. Con cada ataque palestino, las Fuerzas de Defensa Israelíes respondieron arrasando edificios utilizados por las organizaciones terroristas sospechosas.
El 16 de diciembre de 2004, también se utilizaron tanques y morteros. En las semanas anteriores a la operación, cerca de 80 cohetes y proyectiles de mortero había golpeado a Gush Katif, causando la muerte de un trabajador tailandés y lesiones a una docena de civiles y 11 soldados. La operación tiene un registro de 14 militantes palestinos muertos. Frecuentes ataques aéreos continuaron en la ciudad, matando a docenas de palestinos, en su mayoría civiles.
En 2006, Hamás tomó el poder en la Franja de Gaza. Desde el 2005 cerca de 2000 cohetes Qassam han sido lanzados desde la localidad de Jan Yunis a Israel, en su mayoría a la ciudad meridional israelí de Sederot.
A finales de 2017, se completó el proyecto Sheikh Hamad City, financiado por Catar, una nueva zona residencial para más de mil familias.

### Guerra (2023-2025)
Durante el genocidio en Gaza, Israel bombardeó Jan Yunis junto con otras ciudades de la Franja de Gaza como parte de una ofensiva contra Hamás. La Fuerza Aérea israelí bombardeó extensamente gran parte de la ciudad, incluido el complejo de apartamentos Hamad City. Fuentes locales han informado de numerosas víctimas civiles en Jan Yunis como resultado de los bombardeos, que la agencia de noticias palestina Wafa cifró en "al menos 70" al 3 de diciembre. El Museo Cultural Al Qarara  fue destruido en una explosión como resultado de un ataque israelí en octubre de 2023, parte de una ofensiva que, según se informa, tuvo como objetivo viviendas civiles y mezquitas en los alrededores.
El 5 de diciembre las fuerzas israelíes estaban rodeando la ciudad, mientras la ofensiva terrestre israelí se extendía hacia el sur de la Franja de Gaza. Como consecuencia de los combates, los habitantes y refugiados de Jan Yunis debieron huir a Rafah, en la frontera con Egipto.
El experto militar Andreas Krieg del King's College de Londres opinó sobres la situación: "En Jan Yunis está surgiendo el mismo panorama que ya hemos visto en el norte de la Franja de Gaza. Las Fuerzas de Defensa de Israel (FDI) continúan sus ataques con la misma intensidad. La esperanza de que los israelíes actuaran más moderadamente en el sur y se movieran más dentro del marco de la proporcionalidad no parece cumplirse [...] Creo que veremos una destrucción similar en Jan Yunis como en la ciudad de Gaza, donde alrededor del 70 por ciento de los edificios han sido dañados o destruidos por los israelíes."
Según el Programa Mundial de Alimentos de la ONU, el 38 por ciento de la población del sur de Gaza (Jan Yunis, Deir El Balah y Rafah) sufre de hambre severa.

## Campo de refugiados
El campamento de Jan Yunis se encuentra no lejos de la ciudad, a unos dos kilómetros de la costa mediterránea. Fue construido en 1949 en el poniente de Jan Yunis. La mayoría de los residentes son descendientes de refugiados que vivían en aldeas alrededor de Be'er Sheva u otras comunidades en el desierto del Néguev antes de la primera guerra árabe-israelí. En 2016, el campo de refugiados tenía alrededor de 49.000 residentes.
El campo de refugiados está dividido en 13 bloques; algunos bloques en zonas bajas se inundan en invierno. La mayoría de los refugios están hechos de bloques de cemento y tienen techos de amianto. No hay sistema de alcantarillado en el campamento. Todos los refugios se abastecen de agua de pozos públicos y privados.
El bloque occidental, “Bloque 1”, estaba ubicado muy cerca del bloque de asentamientos israelíes Gush Katif . Antes del cierre de la frontera de Gaza en septiembre de 2000, la mayoría de los refugiados trabajaban como jornaleros en Israel o en la agricultura y la pesca locales. Para llegar a su trabajo cerca del mar o a granjas en la región de Mawasi cerca del mar, tenían que pasar por un puesto de control israelí a la entrada del bloque de asentamientos de Gush Katif. Sólo con la retirada de Israel de la Franja de Gaza se despejó completamente la zona de asentamiento en agosto de 2005; Después de que los asentamientos fueron evacuados, el ejército israelí comenzó inmediatamente a demoler las casas.
Otros refugiados tienen tiendas y talleres. Todos los miércoles se celebra un mercado público.
El Departamento de Servicios Sociales y de Socorro de la Agencia de Obras Públicas y Socorro de las Naciones Unidas para los Refugiados de Palestina en el Cercano Oriente (UNRWA) ha registrado varios cientos de casas destruidas por las operaciones de las Fuerzas de Defensa de Israel (FDI) en el campo de refugiados de Jan Yunis. La UNRWA ayuda a reconstruir casas, brinda educación y asistencia médica.

## Infraestructura
El cementerio está situado en el centro de la ciudad, en una zona densamente poblada con muchas avenidas y pequeñas plazas. En ella se encuentra la tumba familiar de los al-Qidwa, parientes paternos de Yasser Arafat. 

### Ferrocarril
Chan Yunis estaba en el trayecto del ferrocarril del Sinaí desde Beirut vía Lod hasta El Cairo desde 1916 hasta que el tramo en cuestión se cerró en las décadas de 1970 y 1980 (hasta 1967). Hoy en día, la mayoría de las vías férreas de la Franja de Gaza han sido desmanteladas. 

## Economía
Jan Yunis es la segunda zona urbana más grande de la Franja de Gaza después de la ciudad de Gaza. Sirve como el principal centro de mercado de la mitad sur del territorio y alberga un zoco beduino semanal que involucra principalmente productos locales.  En 2012 Jan Yunis tenía la tasa de desempleo más alta de los territorios palestinos. 

## Educación
- Facultad Universitaria de Ciencia y Tecnología [50]
- Universidad abierta Al Quds. [51]

## Personalidades
- Mohammed Shabir (1946-2023), expresidente de la Universidad Islámica de Gaza
- Razan al-Najjar (1997-2018), enfermera y rescatista, asesinada el 1 de junio de 2018 por un francotirador del ejército israelí [52]
- Hiba Kamal Abu Nada (1991-2023), poeta y escritora, murió en un ataque con bomba del ejército israelí contra su casa en Jan Yunis [53]
- Mohammed Assaf, cantante
- Mohammed Dahlan, político
- Yahya Sinwar, líder palestino de la organización Hamás [54]

Razan al-Najjar
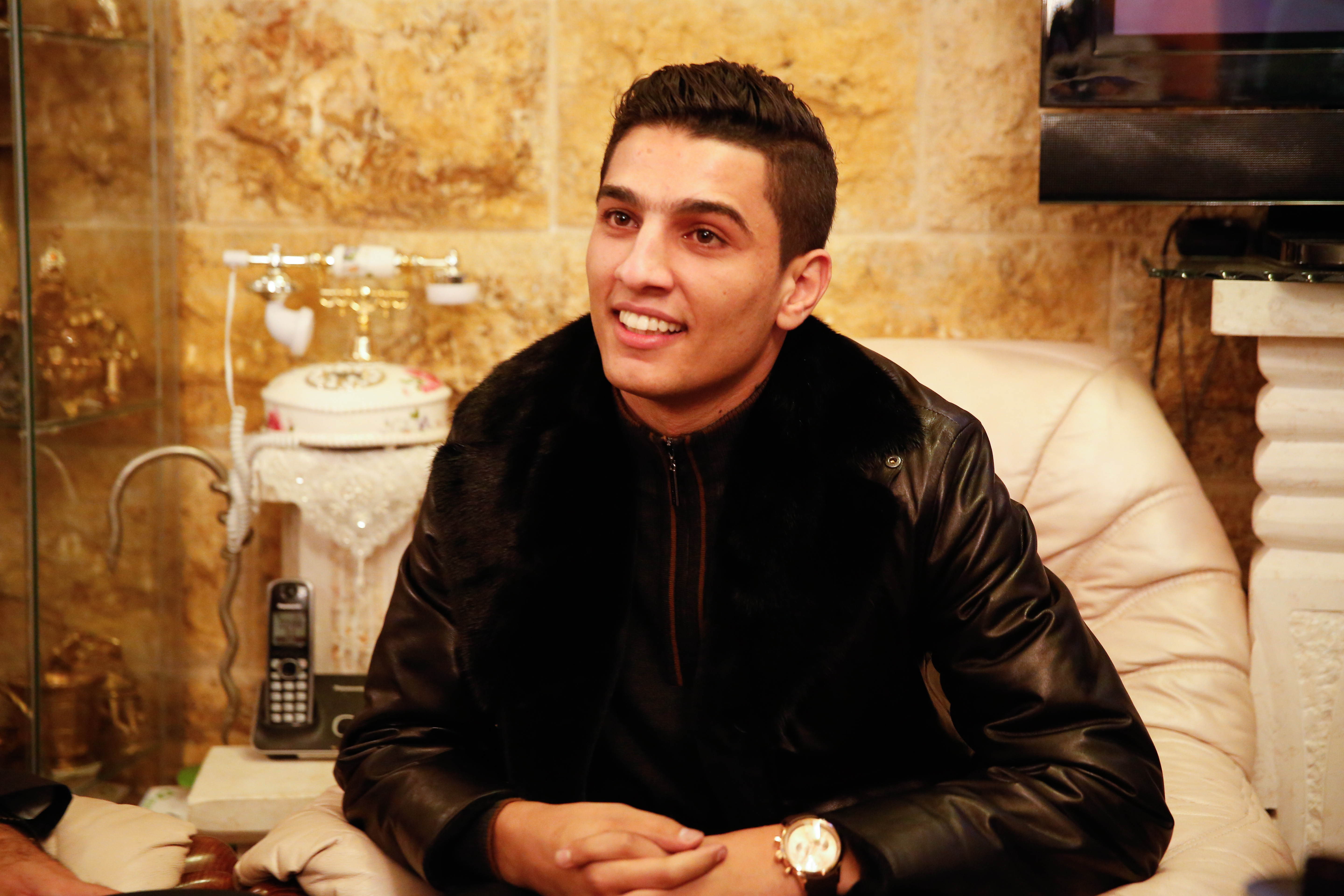
Mohamed Asaf

## Hermanamientos
- Hamar, Noruega
- Almuñécar, España
- Évry, Francia
- Bisceglie, Italia
- Alcamo, Italia